# ダルク家の三姉妹
『ダルク家の三姉妹』（Some Girls）は、1988年のアメリカ映画。
ヘンテコ一家に振り回される主人公にパトリック・デンプシー、ヒロインにジェニファー・コネリーで描くコメディ青春映画。

## ストーリー
憧れのギャビーからの招待状で大喜びするマイケルは、勇んでケベックの彼女の家に向かう。ところが彼女の態度が妙によそよそしく、しかも彼女の家族は変人一家だった。

## スタッフ
- 監督：マイケル・ホフマン
- 製作総指揮：ロバート・レッドフォード
- 脚本：ルパート・ウォルターズ
- 撮影：ウエリ・スタイガー
- 音楽：ジェームズ・ニュートン・ハワード

## キャスト
- パトリック・デンプシー：マイケル
- ジェニファー・コネリー：ガブリエラ・ダルク
- シーラ・ケリー：イレンカ・ダルク
- アンドレ・グレゴリー：ダルク氏
- フロリンダ・ボルカン：ダルク夫人
- リラ・ケドロヴァ：グラニー
- ランス・エドワード：ニック
- アシュレイ・グリーンフィールド：シモーヌ・ダルク